# Uruguay-Argentina (1902)

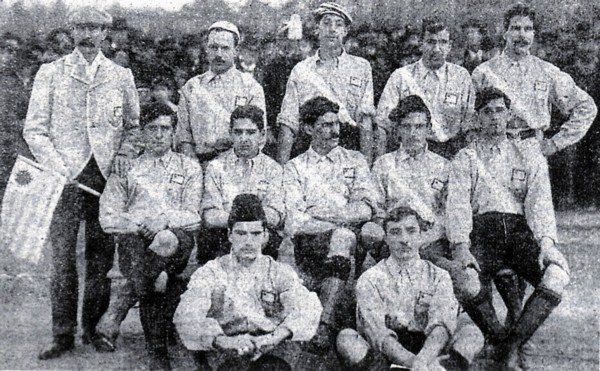
La Nazionale uruguaiana prima dell'incontro

La partita di calcio Uruguay-Argentina del 1902 rappresenta l'esordio internazionale per entrambe le Nazionali, nonché la prima partita ufficiale tra Nazionali in Sudamerica. Giocata a Montevideo all'Estadio Paso del Molino il 20 luglio 1902, terminò 6-0 in favore dell'Argentina.

## Antefatti
Il calcio era praticato da qualche tempo in entrambi i Paesi: il primo incontro giocato in Argentina risale al 20 giugno 1867, mentre in Uruguay lo sport fu introdotto negli anni 1870. Nel 1891 in Argentina si disputò il primo campionato nazionale, la prima competizione calcistica ufficiale a essere disputata fuori dal Regno Unito. La Federazione calcistica dell'Argentina era stata fondata nel 1893, e ancor più giovane era la Federazione uruguaiana, istituita nel 1900. I due Paesi, data la vicinanza geografica, si consideravano calcisticamente rivali già allora, in virtù di alcune partite giocate tra il 1889 e il 1895 da varie selezioni; il 16 maggio 1901 una selezione argentina ne aveva affrontata una di giocatori uruguaiani (prevalentemente composta da elementi dell'Albion con alcuni innesti dal Nacional), vincendo per 3-2; tuttavia, questo incontro non può essere considerato ufficiale giacché i calciatori argentini non erano affiliati alla Argentine Association Football League, la federazione nazionale.

## L'incontro

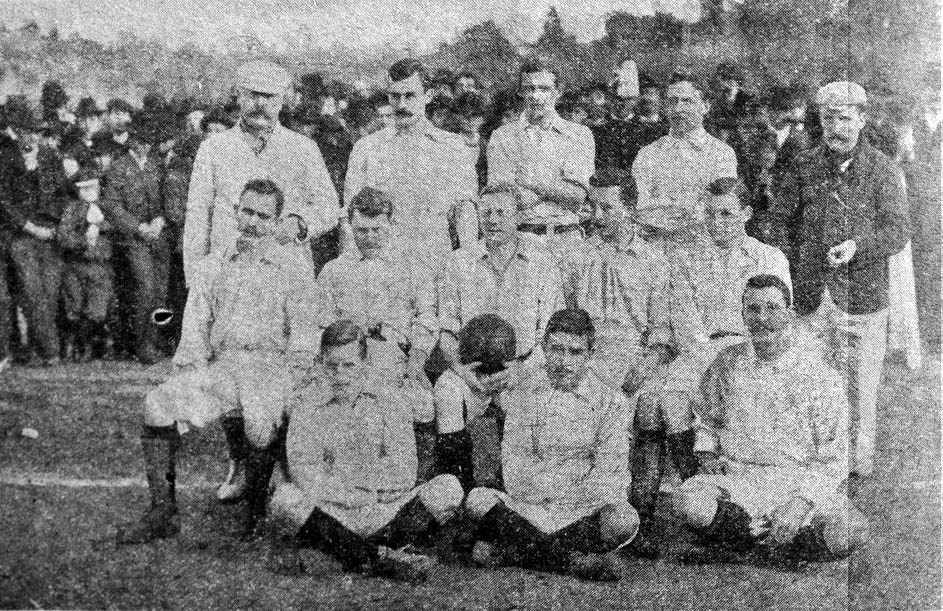
La Nazionale argentina

Quale sede della partita venne scelto l'Estadio Paso del Molino, campo dell'Albion e primo vero stadio di calcio del Sudamerica. L'impianto, dotato di tribune in legno e di una buona capienza, registrò l'affluenza di 8.000 spettatori, di cui 1.000 argentini. La Nazionale argentina era composta in larga parte da giocatori d'origine britannica: solo il portiere, Buruca, aveva ascendenze argentine. Furono chiamati dalla Federazione 5 giocatori dell'Alumni (Walter e Carlos Buchanan, Ernesto e Jorge Brown e Moore), 2 del Quilmes (Leslie e Morgan), 2 del Belgrano Athletic (Duggan e Dickinson) e uno del Lomas Athletic (Anderson): tutte le squadre partecipanti alla Copa Campeonato 1902 furono così rappresentate.
L'Uruguay, che aveva come allenatore Miguel Nebel, calciatore del Nacional, chiamò 11 giocatori, di cui 8 del Nacional (Carve Urioste, Arímalo, Carbone, Bolívar e Calros Céspedes, Rincón, Boutón Reyes e se stesso) e 3 dell'Albion (Enrique e Juan Sardeson e Peixoto). Il CURCC, l'altra squadra di maggior rilievo del panorama uruguaiano, aveva negato i suoi giocatori alla Nazionale. Tra i convocati figuravano tre coppie di fratelli: gli argentini Ernesto (il più giovane argentino, con i suoi 17 anni) e Jorge Brown e gli uruguaiani Enrique e Juan Sardeson e Bolívar e Carlos Céspedes (questi ultimi furono tra i più importanti giocatori del Nacional insieme al terzo fratello, il portiere Amílcar); i due Buchanan, Carlos e Walter, non avevano invece alcun legame di parentela. L'arbitro fu l'argentino Roberto Ruud.
La partita iniziò domenica 20 luglio alle 14:30 ora locale; la superficie del campo si presentava irregolare, mentre l'affluenza allo stadio fu notevole (come già detto, 8.000 spettatori). Entrambe le formazioni si schierarono secondo il modulo 2-3-5, il più diffuso in Sudamerica; al terzo minuto andò in vantaggio l'Argentina con il primo gol nella storia della Nazionale, realizzato da Dickinson, interno sinistro del Belgrano Athletic. A esso seguì, al 31º, l'autogol del difensore sinistro Arímalo, del Nacional. Le due squadre andarono a riposo sul risultato di 2-0 a favore degli argentini; al 64º Morgan, ala destra, aumentò ulteriormente il vantaggio argentino: due minuti dopo Carve Urioste, il difensore destro della squadra uruguaiana, realizzò il secondo autogol della gara. Al 71º minuto il centravanti Anderson, che già era stato il capocannoniere della Copa Campeonato 1896 in Argentina, realizzò il gol del 5-0; a chiudere le marcature fu l'ala sinistra Jorge Brown, all'86º. La partita si chiuse pertanto sul risultato di 6-0 in favore della squadra argentina; la rivincita venne fissata per l'anno successivo, e si disputò il 13 settembre 1903, e quella volta a vincere fu l'Uruguay, che si impose per 3-2.

## Divise
| Uruguay | Argentina |

## Tabellino
| Arbitro: | Rudd |

| |            |                                                                                                |
| | Marcatori  | 3’ Dickinson 31’ (aut.) Arímalo 64’ Morgan 66’ (aut.) Carve Urioste 71’ Anderson 86’ J. Brown  |
| E. Sardeson Carve Urioste Arímalo Nebel Peixoto Carbone B. Céspedes Rincón J. Sardeson Boutón Reyes C. Céspedes | Formazioni | Buruca Leslie W. Buchanan Duggan C. Buchanan E. Brown Morgan Moore Anderson Dickinson J. Brown |
| Nebel | Allenatori | nessuno                                                                                        |